# 死锁

P1、P2兩個process都需要資源才能繼續執行。P1擁有資源R2、還需要額外資源R1才能執行；P2擁有資源R1、還需要額外資源R2才能執行，兩邊都在互相等待而沒有任何一個可執行。

四個行程（藍線）競爭一種資源（灰色圓圈），遵循先右後左的策略。當所有行程同時鎖定資源（黑線）時，就會發生死鎖。可以透過打破對稱性來解決死鎖。

兩個行程以相反的順序競爭兩個資源。

死锁（英語：deadlock），又譯為死鎖，計算機科學名詞。當兩個以上的運算單元，雙方都在等待對方停止執行，以取得系統資源，但是沒有一方提前退出時，就稱為死結。在多工作業系統中，作業系統為了協調不同线程，能否取得系統資源時，為了讓系統正常運作，必須要解決這個問題。另一種相似的情況稱為「活锁」。
1. 經過一個行程。
2. 後面的行程需要等待。
3. 當第一個行程鎖定第一個資源而第二個行程鎖定第二個資源時，就會發生死鎖。
4. 可以透過取消並重新啟動第一個行程來解決死鎖

## 简介
例如，一个进程p1占用了显示器，同时又必须使用打印机，而打印机被进程p2占用，p2又必须使用显示器，这样就形成了死锁。
因為p1必須等待p2釋出打印機才能夠完成工作並釋出螢幕，同時p2也必須等待p1釋出顯示器才能完成工作並釋出打印機，形成循環等待的死結。

## 起因
如果系统中只有一个进程，当然不会产生死锁。如果每个进程仅需求一种系统资源，也不会产生死锁。不过这只是理想状态，在现实中是可遇不可求的。
死锁的四个条件是：
- 禁止抢占（no preemption）：系統資源不能被强制从一个进程中退出。
- 持有和等待（hold and wait）：一个进程可以在等待时持有系统资源。
- 互斥（mutual exclusion）：資源只能同時分配給一個行程，無法多個行程共用。
- 循环等待（circular waiting）：一系列进程互相持有其他进程所需要的资源。

死锁只有在四个条件同时满足时發生，预防死锁必須至少破坏其中一項。

## 預防

(A) 兩個行程競爭一種資源，遵循先到先得的策略。
(B) 當兩個行程同時鎖定資源時，就會發生死鎖。
(C) 可以透過破壞鎖的對稱性來解決死鎖。
(D) 可以透過改變鎖的機構對稱性來防止死鎖。

系統也可以尝试回避死锁。因为在理论上，死锁总是可能产生的，所以操作系统尝试监视所有进程，使其没有死锁。

## 消除
最简单的消除死锁的办法是重启系统。更好的办法是终止一个进程的运行。
同样也可以把一个或多个进程回滚到先前的某个状态。如果一个进程被多次回滚，迟迟不能占用必需的系统资源，可能会导致资源匮乏。

## 活結
活結（livelock），與死結相似，死結是行程都在等待對方先釋放資源；活結則是行程彼此釋放資源又同時占用對方釋放的資源。當此情況持續發生時，儘管資源的狀態不斷改變，但每個行程都無法取得所需資源，使得事情沒有任何進展。

## 範例
假設兩人正好面對面碰上對方：
- 死結：兩人互不相讓，都在等對方先讓開。
- 活結：兩人互相禮讓，卻恰巧站到同一側，再次讓開，又站到同一側，同樣的情況不斷重複下去導致雙方都無法通過。